# Тумское городское поселение
Тумское городское поселение — муниципальное образование в Клепиковском районе Рязанской области.
Административный центр и единственный населённый пункт в составе поселения — посёлок Тума.

## География
Расположено на севере Рязанской области, на левобережье реки Оки.
Поселение граничит с Уткинским, Молькинским, Оськинским и Алексеевским сельскими поселениями.

## История
Тумское городское поселение образовано в 2004 г.

## Население
| \| 2009[3] \| 2010[4] \| 2012[5] \| 2013[6] \| 2014[7] \| 2015[8] \| 2016[9] \| \| -------- \| -------- \| -------- \| -------- \| -------- \| ------- \| ------- \| \| 6340 \| ↘6163 \| ↘6153 \| ↘6113 \| ↘6036 \| ↘5961 \| ↘5915 \| \| 2017[10] \| 2018[11] \| 2019[12] \| 2020[13] \| 2021[14] \| 2023[1] \| \| \| ↘5899 \| ↘5842 \| ↘5779 \| ↘5711 \| ↘5402 \| ↘5350 \| \| 1000 2000 3000 4000 5000 6000 7000 2012 2017 2023 |       |       |       |       |       |       |
| 2009 | 2010  | 2012  | 2013  | 2014  | 2015  | 2016  |
| 6340 | ↘6163 | ↘6153 | ↘6113 | ↘6036 | ↘5961 | ↘5915 |
| 2017 | 2018  | 2019  | 2020  | 2021  | 2023  |       |
| ↘5899 | ↘5842 | ↘5779 | ↘5711 | ↘5402 | ↘5350 |       |

## Состав поселения
В состав городского поселения входит 1 населённый пункт:
| № | Населённый пункт | Тип населённого пункта                  | Население |
| - | ---------------- | --------------------------------------- | --------- |
| 1 | Тума             | рабочий посёлок, административный центр | ↘5350     |

## Местное самоуправление
Главы городкого поселения
- до 2023 года — Владимир Викторович Шатайкин
- с 2023 года — Иван Викторович Феднев

Главы администрации
- 2009-2023 — Виктор Михайлович Лазарев
- с 2023 года — Анна Анатольевна Орлова

## Экономика
- Рязанский леспромхоз
- Тумская швейная фабрика
- Завод по переработке молока «Структура»
- Тумский лесхоз
- Горьковская железная дорога
- Тумское автотранспортное предприятие
- Строительная фирма «Мастер»
- Торговая фирма «Монолит»
- Тумское потребительское общество
- Филиал «Рязаньавтодор»

## Инфраструктура
Две средние общеобразовательные школы (Тумская СОШ №3 и №46), три детских сада («Ромашка», «Огонёк», «Ручеёк»), детская музыкальная школа, детско-юношеская спортивная школа, культурный центр «Юность», дом творчества, детская и поселковая библиотеки, стадион «Локомотив», парк «Железнодорожник», лесопарковая зона.

## Здравоохранение
Районная больница (Снохино), поселковая поликлиника, коммерческий медицинский центр, стоматологии.